# Амеліус
Амеліус ([əˈmiːliəs] ; з грец. Ἀμέλιος), чиє прізвище було Гентіліан, був філософом - неоплатоником і письменником другої половини III століття.

## Біографія
Амеліус походив з Тоскани.  Спочатку він вивчав твори Нуменія з Апамеї, він почав відвідувати лекції Плотіна на третьому курсі після того, як Плотін приїхав до Риму , і залишився у нього більше двадцяти років, до 269 року, коли він відійшов у Апамею в Сирія, батьківщина Нуменія.   Суда помилково називає його Апамей .
Амеліус не було його оригінальним ім'ям; він, здається, обрав його, щоб висловити своє презирство до житейських речей, як слово ἀμέλεια (ameleia) грецькою означає недбалість. Порфірій зазначив про Амелія в « Житті Плотіна »: «Амелій вважав за краще називати себе Амерієм, змінюючи Л на Р, тому що, як він пояснив, йому більше підходить ім’я від Амереї, Об’єднання, ніж від Амелії, Байдужість». 
Амелій ненажерливо читав і писав, запам'ятовував практично всі вчення Нуменія і, за словами Порфирія, написав понад 100 томів висловів і коментарів. Плотін вважав Амелія одним зі своїх найрізкіших учнів. Саме Амелій переконав Порфірія в істинності доктрин Плотіна  і доєднався до нього в успішній спробі вмовити Плотіна передати його доктрини до писань.  Його основною роботою був трактат у сорока книгах, що заперечував твердження про те, що Нуменія слід вважати справжнім автором доктрин Плотіна.  Євсевій та інші також цитують Амелія, як того, хто  схвально цитував визначення Логосу в Євангелії від Івана .      